# Léon Rosenfeld
Léon Rosenfeld (Charleroi, 14 de agosto de 1904 — 23 de março de 1974) foi um físico belga.
Doutorado pela Universidade de Liège, em 1926. Trabalhou com Niels Bohr.
Seus trabalhos em eletrodinâmica quântica precederam em duas décadas aos trabalhos de Dirac e Bergmann. É o criador do nome lepton. Recebeu o Prêmio Francqui de 1949.
Participou da 7ª, 8ª e 11ª Conferência de Solvay.